# Martha (1916)
Martha - Eine Lichtspiel-Oper (Alternativtitel: Der Markt von Richmond) ist ein deutscher Musikfilm von 1916.

## Handlung
Zwei als Mägde arbeitende verkleidete adlige Damen suchen sich auf diese Art und Weise einen Ehemann.

## Hintergrund
Das Drehbuch ist eine Bearbeitung der gleichnamigen Oper Martha oder: Der Markt von Richmond von Friedrich von Flotow.
Produziert wurde der Film von der Deutschen Lichtspiel-Opern Gesellschaft mbH Berlin. Inhaber der Filmrechte war Jakob Beck. Er hatte eine Länge von 1620 Metern (ca. 69 Minuten) bzw. vier Akten auf 1432 Metern (ca. 78 Minuten).
Die Außenaufnahmen fanden in Wernigerode statt.
Der Film wurde mit dem patentierten Verfahren nach Jakob Beck aufgenommen: ein deutlich sichtbarer, am unteren Bildrand einkopierter Streifen mit Noten ermöglichte es Dirigenten und Sängern, die Musik zum Film in etwa synchron zu begleiten. 
Die Polizei Berlin gab den Film für die Jugend frei (Nr. 39984). Auch von den Lehrern Hamburg wurde er geprüft (Nr. 5643).
Im Oktober 1916 gab es eine Pressevorführung vor geladenen Gästen im Apolltheater, die erste öffentlich Vorführung fand am 8. Dezember 1916 im Mozartsaal Berlin statt. Dirigent dieser Aufführungen war Giuseppe Becce.
Am 15. November 1923 wurde der Film von der Polizei München nachzensiert (M.1239) und für jugendfrei erklärt.
Karl Anton drehte 1935 eine Tonfilmversion von Martha, die zum Jahresbeginn 1936 in den Kinosälen anlief.